# María Guijarro
María Guijarro Ceballos (Bilbao, 13 de noviembre de 1971) es una periodista y política española, miembro del Partido Socialista Obrero Español (PSOE). Desde 2019, ejerce como diputada en el Congreso de los Diputados por Vizcaya. En junio de 2025, fue nombrada secretaria de Estado de Igualdad y para la Erradicación de la Violencia contra las Mujeres en el Ministerio de Igualdad.

## Biografía
Nacida en Bilbao, es licenciada en Ciencias de la Información por la Universidad del País Vasco y posee un máster en Ayuda Internacional Humanitaria, así como un posgrado en Protocolo y Relaciones Públicas. Su carrera profesional comenzó en el ámbito periodístico, trabajando en diversos medios de comunicación, incluyendo la Cadena SER, para la que cubrió la guerra de Ruanda en 1996.

## Trayectoria política
Antes de su entrada en el Congreso, Guijarro desempeñó diversos cargos en el ámbito de la igualdad y la cooperación internacional. Fue directora de Igualdad, Cooperación y Diversidad en la Diputación Foral de Vizcaya.
En junio de 2025, la ministra de Igualdad, Ana Redondo, propuso a Guijarro como nueva secretaria de Estado de Igualdad. Su nombramiento fue respaldado por su amplia trayectoria en políticas de igualdad y cooperación internacional.